# Крамер, Иоганн Фридрих
Иоганн Фридрих Крамер (англ. Johann Friedrich Cramer; 19 ноября 1802, Тифталь — 29 марта 1859, Штральзунд, провинция Померания) — немецкий педагог.

## Биография
Родился в деревне Тифталь под Эрфуртом (в настоящее время — район Эрфурта) в семье учителя. В четыре года остался без матери. Обучался дома, получил основы грамоты, пения и фортепиано. В 1816 году поступил в гимназию в Эрфурте, чтобы получить профессию учителя. По окончании гимназии в 1823 году поступил в университет в Берлине. С 1826 по 1829 год работал учителем в Фридрихсвердерской гимназии. В 1829 году некоторое время работал в школе Эльберфельде, затем в 1830 году перешёл учителем начальной и средней школы в Штральзунд. Здесь он женился и оставался 25 лет, отказываясь от более выгодных предложений других учебных заведений. В течение карьеры занимал должности проректора (1832), ректора и профессора (1836). Одновременно с преподаванием школьных предметов участвовал в деятельности штральзундского лидертафеля и организовал при школе инструментальный ансамбль. Помимо преподавания, писал статьи и крупные сочинения по филологии, философии и истории, поощрял народные школы и участвовал в разработке закона об образовании. После 1855 года оставил преподавание. В 1859 году скончался.

## Сочинения
Главные сочинения: «Geschichte der Erziehung und des Unterrichts im Altertum» (1834—1838) и «Geschichte der Erziehung und des Unterrichts in den Niederlanden während des Mittelalters» (1843).